# Ciudanovița

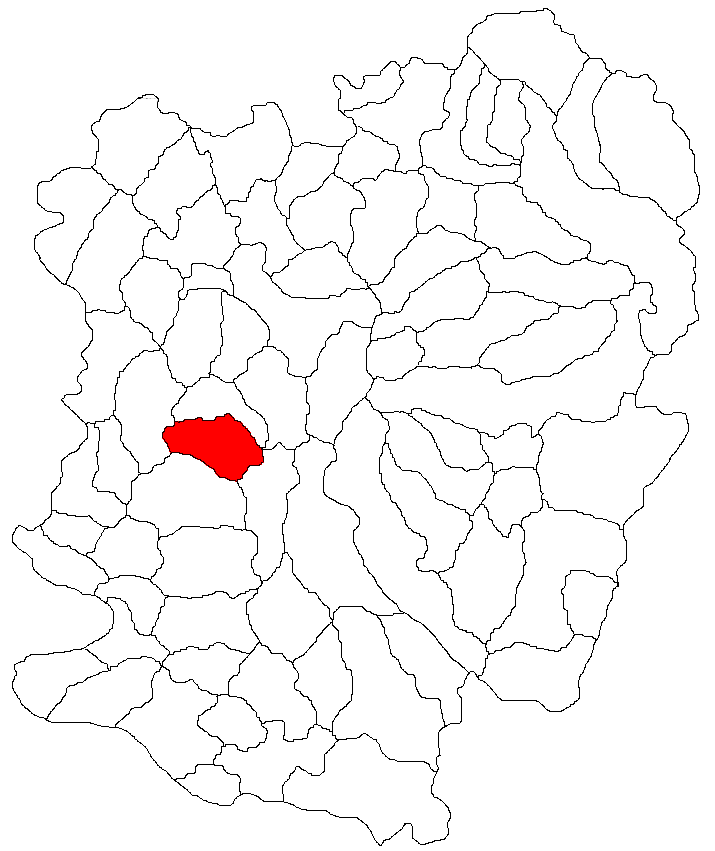
Lage der Gemeinde Ciudanovița im Kreis Caraș-Severin

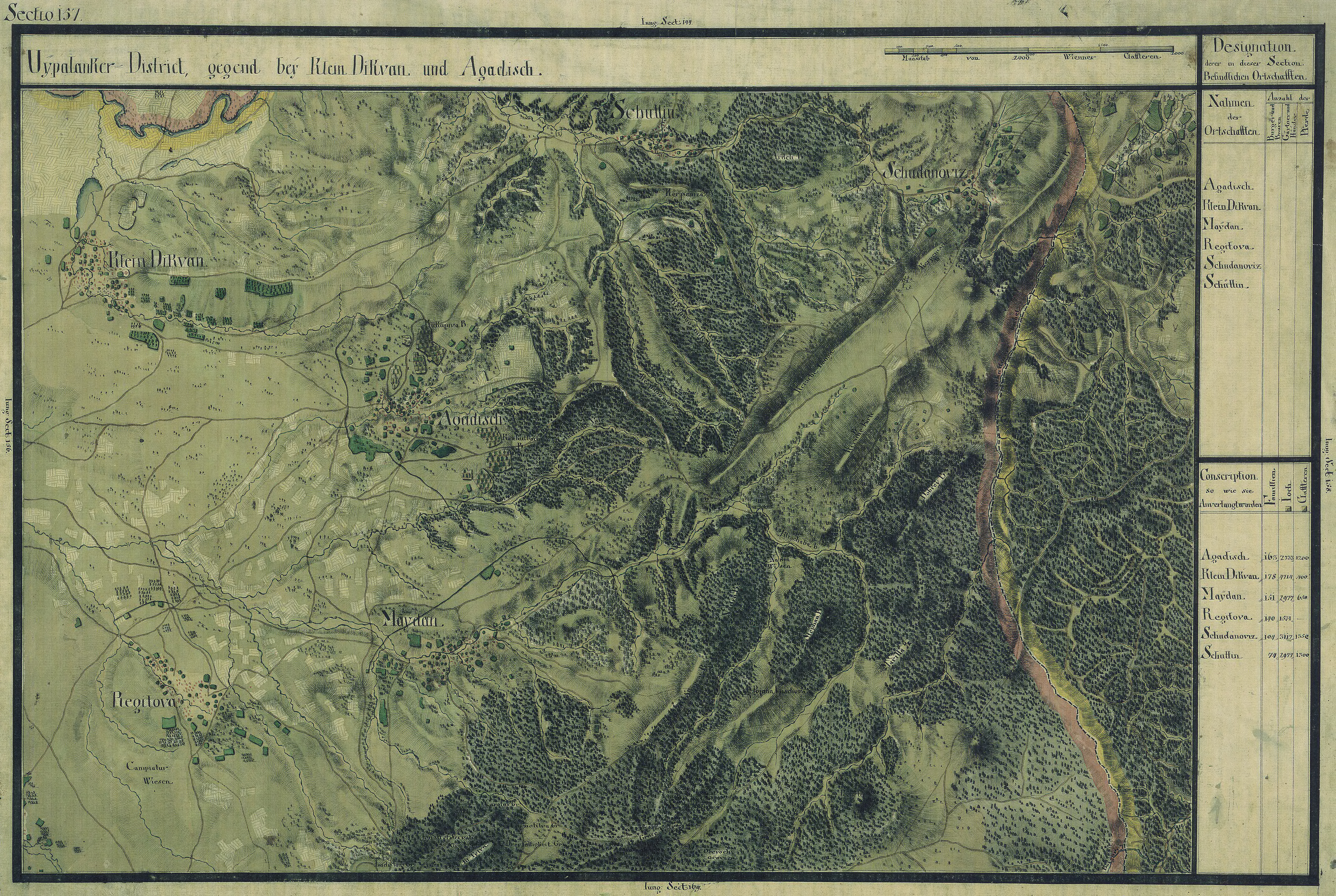
Ciudanovița auf der Josephinischen Landaufnahme

Ciudanovița (deutsch Tchudanovitz, ungarisch Csudafalva, serbokroatisch Csudanovecz) ist eine Gemeinde im Kreis Caraș-Severin, in der Region Banat, im Südwesten Rumäniens. Zu der Gemeinde Ciudanovița gehört auch das Dorf Jitin.

## Geografische Lage
Ciudanovița liegt im Osten des Kreises Caraș-Severin, am Fuße des Semenic-Gebirges, in 28 km Entfernung von Reșița und 22 km von Oravița. In der Nähe liegt die Bahnstrecke Oravița–Anina mit einem Haltepunkt.

## Nachbarorte
| Giurgiova | Goruia                                      | Gàrliște                              |
| Jitin     | Kompassrose, die auf Nachbargemeinden zeigt | Nationalpark Semenic-Cheile Carașului |
| Agadici   | Marila                                      | Anina                                 |

## Geschichte
Im Laufe der Jahrhunderte traten verschiedene Schreibweisen des Ortsnamens auf:
1459 Chwdafalwa, 1538: Chudanowycza, 1690–1700 Csudanovecz, 1737 Tschudanovitz, 1808 Csudanovecz, 1913 Csudafalva, 1909 Csudanovecz, 1919 Ciudanovița.
Auf der Josephinischen Landaufnahme von 1717 ist Schudanoviz eingetragen. Nach dem Frieden von Passarowitz (1718) war die Ortschaft Teil der Habsburger Krondomäne Temescher Banat.
Nach dem Zweiten Weltkrieg wurde das Dorf als Arbeitersiedlung für die Uranförderung ausgebaut. Die ersten Arbeiter, die sich hier niederließen, kamen aus dem Kreis Bihor. Das Grundwasser von Ciudanovița und Lișava ist heute noch radioaktiv verseucht.

## Bevölkerungsentwicklung
| 1880 | 1373 | 1337 | 5  | 15 | 16          |
| 1910 | 1253 | 1184 | 19 | 12 | 38          |
| 1930 | 981  | 955  | -  | 1  | 25          |
| 1977 | 1728 | 1683 | 38 | 3  | 4           |
| 2002 | 777  | 744  | 8  | -  | 25          |
| 2021 | 444  | 411  | -  | -  | 33 (4 Roma) |